# 沃纳尔萨勒
沃纳尔萨勒（法語：Venarsal，法語發音：[vənaʁsal]）是法国科雷兹省的一个旧市镇，属于布里夫拉盖亚尔德区。2016年1月1日，沃纳尔萨勒和相邻科雷兹河畔马勒莫尔合并为新市镇马勒莫尔。

## 地理
沃纳尔萨勒（45°11'44"N, 1°37'21"E）面积3.14 平方千米，位于法国新阿基坦大区科雷兹省，该省份为法国中南部省份，北起上维埃纳省和克勒兹省，西接多爾多涅省，南至洛特省，东临多姆山省和康塔爾省。
与沃纳尔萨勒接壤的市镇（或旧市镇、城区）包括：圣费雷奥勒、马勒莫尔、圣伊莱尔佩鲁。

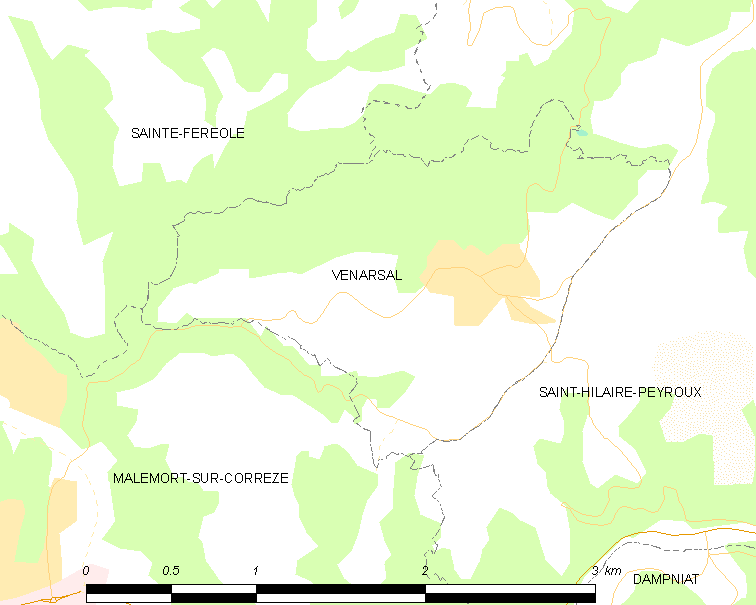
沃纳尔萨勒的OSM定位图

沃纳尔萨勒的时区为UTC+01:00、UTC+02:00（夏令时）。

## 行政
沃纳尔萨勒的邮政编码为19360，INSEE市镇编码为19282。

## 政治
沃纳尔萨勒所属的省级选区为马勒莫尔县。

## 人口

1962-2008年间沃纳尔萨勒人口变化图示

沃纳尔萨勒于2018年1月1日时的人口数量为508人。